# Gonçalo Guedes
Gonçalo Manuel Ganchinho Guedes (phát âm tiếng Bồ Đào Nha: [ɡõˈsalu ˈɣɛðɨʃ]; sinh ngày 29 tháng 11 năm 1996) là một cầu thủ bóng đá chuyên nghiệp người Bồ Đào Nha hiện đang thi đấu ở vị trí tiền vệ cánh hoặc tiền đạo cho câu lạc bộ Premier League Wolverhampton Wanderers và đội tuyển bóng đá quốc gia Bồ Đào Nha.
Anh bắt đầu sự nghiệp của mình tại Benfica, đá cho đội B vào tháng 4 năm 2014 và đội 1 sáu tháng sau đó. Sau khi có được 11 bàn thắng sau 63 trận trên mọi đấu trường, giành được 5 danh hiệu lớn, anh chuyển sang Paris Saint-Germain với mức phí 30 triệu EUR vào tháng 1 năm 2017. Anh chỉ chơi 13 trận cho màu áo này, được Valencia cho mượn trước khi gia nhập chính thức với giá 40 triệu EUR vào tháng 8 năm 2018.
Guedes đã có hơn 50 trận cho Bồ Đào Nha ở cấp độ trẻ, từ U-15 đến U-23. Anh ra mắt đội tuyển quốc gia chuyên nghiệp vào tháng 11 năm 2015, ở tuổi 18, và từng chơi tại World Cup 2018. Anh đã ghi bàn thắng cho Bồ Đào Nha trong trận chung kết UEFA Nations League 2019.

## Sự nghiệp cấp câu lạc bộ

### Benfica
Sinh ra ở Benavente, Guedes gia nhập hệ thống trẻ của SL Benfica vào năm 2005, thi đấu cho đội bóng thiếu niên. Khi ra mắt năm 8 tuổi, anh đã ghi tất cả các bàn thắng trong chiến thắng 5-0 trước đội bóng của những cậu bé lớn hơn ba tuổi. Anh là một phần của đội Benfica trong Giải vô địch trẻ UEFA mùa năm 2013-14, góp phần vào chiến thắng của Benfica trước Paris Saint-Germain, Anderlarou, Manchester City và Real Madrid trên đường tới trận chung kết.
Ngày 19 tháng 4 năm 2014, anh ra mắt Benfica B trong trận đấu tại giải 2013-14 Segunda Liga với Porto B, chơi 21 phút trong trận thua 4-1 sân khách trước khi bị thay thế bởi Rudinilson Silva.
Ngày 18 tháng 10 năm 2014, Guedes đã ra mắt đội 1 Benfica thi đấu với Sporting da Covilhã ở vòng ba Cúp Quốc gia Bồ Đào Nha. Ngày 4 tháng 1 năm 2015, anh ra mắt tại Primeira Liga - đấu với Penafiel, vào sân thay người phút bù giờ cho Lima trong chiến thắng 3-0. Vào ngày 4 tháng 7, anh đã giành được giải thưởng Cầu thủ tiến bộ của mùa giải 2014-15 Segunda Liga (giải hạng nhì Bồ Đào Nha).
Ngày 26 tháng 9 năm 2015, anh đã ghi bàn thắng đầu tiên cho Benfica trong chiến thắng 3-0 trước Paços de Ferreira tại giải Primeira Liga. Ngày 30 tháng 9, anh đã ghi bàn thắng đầu tiên tại UEFA Champions League trong chiến thắng trước Atlético Madrid (1-2), và trở thành cầu thủ trẻ nhất Bồ Đào Nha ghi được bàn thắng ở vòng bảng. Anh được khen ngợi bởi huấn luyện viên đối thủ - Diego Simeone sau trận đấu.
Dù chủ yếu được sử dụng như một cầu thủ chạy cánh phải ở Benfica, anh đã chơi một số trận đấu với ở vị trí là số 9 ảo do chấn thương của tiền đạo Jonas.

### Paris Saint-Germain
Ngày 25 tháng 1 năm 2017, Guedes gia nhập Paris Saint-Germain với giá 30 triệu EUR, ký hợp đồng kéo dài đến năm 2021. Anh tuyên bố rằng anh muốn được như đồng hương và cựu cầu thủ PSG, Pauleta. PSG đã chiến thắng trong cuộc đua với Manchester United giành chữ ký của anh.
4 ngày sau đó, Anh ra mắt cho đội đương kim vô địch Ligue 1, thay cầu thủ cũng vừa chuyển đến PSG, Julian Draxler trong 3 phút cuối trận hòa 1-1 với Monaco.

### Valencia
Ngày 1 tháng 9 năm 2017, Guedes được cho câu lạc bộ Tây Ban Nha Valencia mượn đến hết mùa. Vụ cho mượn được thực hiện bởi người đại diện Jorge Mendes và chủ sở hữu của Valencia.
Anh ra mắt La Liga 8 ngày sau đó, thay thế Andreas Pereira trong 30 phút cuối cùng trận hòa không bàn thắng trước Atlético Madrid. Ngày 15 tháng 10, Guedes đã ghi bàn thắng đầu tiên cho Valencia trong chiến thắng 6-3 trước Real Betis, đội bóng giữ vững mạch bất bại, vươn lên vị trí thứ 2 trên Real Madrid. 6 ngày sau, anh ghi 2 bàn và kiến tạo cho Santi Mina trong chiến thắng 4-0 trước Sevilla, chiến thắng thứ 5 liên tiếp của Los Che. Anh đã nhận được sự khen ngợi từ báo chí thể thao quốc tế cho màn trình diễn đầu mùa của mình.
Sau khi từ chối lời đề nghị từ các đội bóng ở Premier League, vào ngày 27 tháng 8 năm 2018, Valencia và Paris Saint-Germain đã đạt được thỏa thuận cho hợp đồng chuyển nhượng Guedes với giá 40 triệu EUR. Anh đã chơi trong trận Chung kết Copa del Rey 2019 vào ngày 25 tháng 5, đội của anh đã đánh bại FC Barcelona 2-1 để giành được danh hiệu đầu tiên của câu lạc bộ trong 11 năm.

### Wolverhampton Wanderers
Ngày 8 tháng 8 năm 2022, câu lạc bộ tại Premier League, Wolverhampton Wanderers đã công bố việc chiêu mộ thành công Guedes từ Valencia với mức phí không được tiết lộ. Guedes đã đặt bút kí vào một bản hợp đồng 5 năm với đổi chủ sân Molineux.
Ngày 13 tháng 8, Guedes có trận đấu ra mắt trong màu áo mới, anh vào sân thay thế Hwang Hee-chan ở phút thứ 57 trong trận hòa 0-0 của Wolves trước Fulham tại Premier League.

## Sự nghiệp quốc tế
Guedes lần đầu tiên được huấn luyện viên Bồ Đào Nha Fernando Santos triệu tập vào ngày 6 tháng 11 năm 2015, trước các trận giao hữu quốc tế với Nga và Luxembourg. Anh đã ra mắt 8 ngày sau đó trước người Nga, bắt đầu từ trận thua 0-1 ở Krasnodar, giúp anh trở thành cầu thủ 18 tuổi đầu tiên thi đấu cho Bồ Đào Nha kể từ Cristiano Ronaldo.
Ngày 10 tháng 11 năm 2017, Guedes đã ghi bàn thắng quốc tế đầu tiên trong chiến thắng 3-0 tại trận giao hữu với Ả Rập Xê Út ở Viseu, đồng thời kiến tạo cho Manuel Fernandes trước đó trong trận đấu.
Guedes được gọi vào thành phần 23 cầu thủ của Bồ Đào Nha cho World Cup 2018 ở Nga. Trong trận đấu khởi động cuối cùng trước giải đấu, anh đã ghi 2 bàn trong chiến thắng 3-0 trước Algeria tại Estádio da Luz.
Tại Chung kết UEFA Nations League 2019 trên sân nhà, Guedes là người thay thế João Félix trong chiến thắng tại bán kết trước Thụy Sĩ. Trận chung kết, anh ghi bàn thắng duy nhất trước Hà Lan tại Estádio do Dragão.

## Cuộc sống cá nhân
Tháng 5 năm 2019, Guedes dính đến vụ va chạm giữa ô tô và xe máy ở Valencia, Tây Ban Nha. Cả hai bên chỉ bị thương nhẹ.

## Thống kê sự nghiệp

### Câu lạc bộ
Tính tới ngày 2 tháng 5 năm 2021 
| Câu lạc bộ          | Mùa giải            | Vô địch quốc gia    | Vô địch quốc gia | Vô địch quốc gia | Cup Quốc gia | Cup Quốc gia | Cúp Liên đoàn | Cúp Liên đoàn | Cúp Châu lục | Cúp Châu lục | Giải khác | Giải khác | Tổng cộng | Tổng cộng |
| Câu lạc bộ          | Mùa giải            | Hạng đấu            | Số trận          | Số bàn           | Số trận      | Số bàn       | Số trận       | Số bàn        | Số trận      | Số bàn       | Số trận   | Số bàn    | Số trận   | Số bàn    |
| ------------------- | ------------------- | ------------------- | ---------------- | ---------------- | ------------ | ------------ | ------------- | ------------- | ------------ | ------------ | --------- | --------- | --------- | --------- |
| Benfica B           | 2013–14             | Segunda Liga        | 1                | 0                | —            | —            | —             | —             | —            | —            | —         | —         | 1         | 0         |
| Benfica B           | 2014–15             | Segunda Liga        | 32               | 8                | —            | —            | —             | —             | —            | —            | —         | —         | 32        | 8         |
| Benfica B           | 2015–16             | Segunda Liga        | 5                | 3                | —            | —            | —             | —             | —            | —            | —         | —         | 5         | 3         |
| Benfica B           | Tổng cộng           | Tổng cộng           | 38               | 11               | —            | —            | —             | —             | —            | —            | —         | —         | 38        | 11        |
| Benfica             | 2014–15             | Primeira Liga       | 5                | 0                | 1            | 0            | 3             | 0             | 0            | 0            | —         | —         | 9         | 0         |
| Benfica             | 2015–16             | Primeira Liga       | 18               | 3                | 1            | 0            | 4             | 0             | 7            | 1            | 1         | 0         | 31        | 4         |
| Benfica             | 2016–17             | Primeira Liga       | 16               | 2                | 4            | 1            | 2             | 2             | 6            | 2            | 0         | 0         | 28        | 7         |
| Benfica             | Tổng cộng           | Tổng cộng           | 39               | 5                | 6            | 1            | 9             | 2             | 13           | 3            | 1         | 0         | 68        | 11        |
| Paris Saint-Germain | 2016–17             | Ligue 1             | 7                | 0                | 4            | 0            | 0             | 0             | —            | —            | —         | —         | 11        | 0         |
| Paris Saint-Germain | 2017–18             | Ligue 1             | 1                | 0                | 0            | 0            | 0             | 0             | 0            | 0            | 1         | 0         | 2         | 0         |
| Paris Saint-Germain | Tổng cộng           | Tổng cộng           | 8                | 0                | 4            | 0            | 0             | 0             | 0            | 0            | 1         | 0         | 13        | 0         |
| Valencia (mượn)     | 2017–18             | La Liga             | 33               | 5                | 5            | 1            | —             | —             | —            | —            | —         | —         | 38        | 6         |
| Valencia            | 2018–19             | La Liga             | 25               | 5                | 1            | 0            | —             | —             | 12           | 3            | —         | —         | 38        | 8         |
| Valencia            | 2019–20             | La Liga             | 21               | 2                | 1            | 0            | —             | —             | 3            | 0            | 0         | 0         | 25        | 2         |
| Valencia            | 2020–21             | La Liga             | 27               | 3                | 3            | 2            | —             | —             | —            | —            | —         | —         | 30        | 5         |
| Valencia            | Tổng cộng           | Tổng cộng           | 106              | 15               | 11           | 3            | —             | —             | 15           | 3            | 0         | 0         | 132       | 21        |
| Tổng cộng sự nghiệp | Tổng cộng sự nghiệp | Tổng cộng sự nghiệp | 191              | 31               | 21           | 4            | 9             | 2             | 28           | 6            | 2         | 0         | 251       | 43        |

Ghi chú
1. ↑  Guedes được phiên âm thành [ˈɡɛðɨʃ].
2. ↑  One appearance in the Portuguese Super Cup
3. ↑  One appearance in the Trophée des Champions

### Quốc tế
Tính tới ngày 12 tháng 6 năm 2022. 
| Đội tuyển quốc gia | Năm       | Số trận | Số bàn |
| ------------------ | --------- | ------- | ------ |
| Bồ Đào Nha         | 2015      | 2       | 0      |
| Bồ Đào Nha         | 2016      | 0       | 0      |
| Bồ Đào Nha         | 2017      | 3       | 1      |
| Bồ Đào Nha         | 2018      | 9       | 2      |
| Bồ Đào Nha         | 2019      | 7       | 3      |
| Bồ Đào Nha         | 2020      | 1       | 0      |
| Bồ Đào Nha         | 2021      | 7       | 0      |
| Bồ Đào Nha         | 2022      | 3       | 1      |
| Tổng cộng          | Tổng cộng | 32      | 7      |

### Bàn thắng quốc tế
Điểm số và kết quả của Bồ Đào Nha viết trước. Cột tỷ số cho biết tỷ số sau khi Gonçalo Guedes ghi bàn 
| STT | Ngày                      | Địa điểm                                       | Đối thủ      | Tỷ số | Kết quả | Giải đấu                           |
| --- | ------------------------- | ---------------------------------------------- | ------------ | ----- | ------- | ---------------------------------- |
| 1.  | Ngày 10 tháng 11 năm 2017 | Sân vận động Fontelo, Viseu, Bồ Đào Nha        | Ả Rập Xê Út  | 2–0   | 3–0     | Giao hữu                           |
| 2.  | Ngày 7 tháng 6 năm 2018   | Sân vận động Ánh sáng, Lisbon, Bồ Đào Nha      | Algérie      | 1–0   | 3–0     | Giao hữu                           |
| 3.  | Ngày 7 tháng 6 năm 2018   | Sân vận động Ánh sáng, Lisbon, Bồ Đào Nha      | Algérie      | 3–0   | 3–0     | Giao hữu                           |
| 4.  | Ngày 9 tháng 6 năm 2019   | Sân vận động Dragão, Porto, Bồ Đào Nha         | Hà Lan       | 1–0   | 1–0     | Chung kết UEFA Nations League 2019 |
| 5.  | Ngày 7 tháng 9 năm 2019   | Sân vận động Sao Đỏ, Belgrade, Serbia          | Serbia       | 2–0   | 4–2     | Vòng loại Euro 2020                |
| 6.  | Ngày 11 tháng 10 năm 2019 | Sân vận động José Alvalade, Lisbon, Bồ Đào Nha | Serbia       | 3–0   | 3–0     | Vòng loại Euro 2020                |
| 7.  | Ngày 9 tháng 6 năm 2022   | Sân vận động José Alvalade, Lisbon, Bồ Đào Nha | Cộng hòa Séc | 2–0   | 2–0     | UEFA Nations League 2022–23        |

## Giải thưởng
Benfica 
- Primeira Liga: 2014-15,[31] 2015-16, 2016-17 [32]
- Cúp Quốc gia Bồ Đào Nha: 2016-17
- Cúp Liên đoàn Bồ Đào Nha: 2014-15, 2015-16
- Siêu cúp bóng đá Bồ Đào Nha: 2016

Paris Saint-Germain 
- Cúp bóng đá Pháp: 2016-17
- Siêu cúp bóng đá Pháp: 2017

Valencia
- Cúp Nhà vua Tây Ban Nha: 2018-19

### Quốc tế
Bồ Đào Nha
- Giải vô địch bóng đá các quốc gia châu Âu: 2018-19

### Cá nhân
- Giải hạng Hai Bồ Đào Nha - Cầu thủ tiến bộ của năm: 20141515 [7]
- Cầu thủ xuất sắc nhất tháng - Giải hạng Hai Bồ Đào Nha: Tháng 10 [33] và tháng 12 năm 2014 [34]